# 메제리교
메제리 다리(헝가리어: Megyeri híd) 또는 북부 M0 다뉴브 다리는 헝가리 부다페스트에 위치한 부더와 페슈트를 잇는 다뉴브강의 다리이다.